# Lago Großer Fürstenseer
El lago Großer Fürstenseer (en alemán: Großer Fürstenseersee) es un lago situado en el distrito de Llanura Lacustre Mecklemburguesa, en el estado de Mecklemburgo-Pomerania Occidental (Alemania), a una altitud de 63.8 metros; tiene un área de 212 hectáreas.